# Paris Moon
Paris Moon es un CD/DVD en vivo, lanzado por la banda Blackmore's Night en 2007. 
Este lanzamiento celebra el décimo aniversario de la creación de la banda con un concierto grabado en el mítico teatro Olympia de París en 2006.
La banda toca gran número de canciones de toda su discografía y varias canciones de las bandas anteriores de Ritchie Blackmore; de Deep Purple, "Soldier of Fortune" y de Rainbow, "Ariel".
Con el DVD se incluye un CD con nueve temas del concierto, así como "The Village Lanterne" en estudio, y una versión editada de "All Because of You".

## Lista de canciones

### En el DVD
1. Introduction
2. Past Times With Good Company
3. Rainbow Blues
4. Play Minstrel Play
5. World Of Stone
6. Under A Violet Moon
7. Soldier Of Fortune
8. Durch Den Wald Zum Bachaus
9. Diamonds & Rust
10. Minstrel Hall
11. Home Again
12. Streets Of London
13. Renaissance Faire
14. Keyboard Solo
15. Ariel
16. Loreley
17. The Clock Ticks On
18. Fires At Midnight
19. St. Theresa
20. The Village Lanterne

### En el CD
1. Past Times With Good Company/Rainbow Blues
2. Play Minstrel Play
3. World Of Stone
4. Under A Violet Moon
5. Minstrel Hall
6. Home Again
7. Ariel
8. The Clock Ticks On
9. Fires At Midnight

### Extras
1. The Village Lanterne (versión de estudio)
2. All because of you (versión radio)
3. The village lanterne (videoclip)